# カミ商事
カミ商事株式会社（カミしょうじ）は、紙関連製品を専門に扱う商社である。

## 概要
製紙会社の愛媛製紙や海運会社の日本興運などで「カミ商事グループ」を形成している。グループで、エルモアブランドでティッシュペーパーやトイレットペーパーなどの家庭紙を手がける他、産業用紙や新聞用紙など幅広い紙製品を手がけている。
1948年に大王製紙の販売会社の「井川商事」として設立。創業者は大王製紙の創業者である井川伊勢吉の弟の井川和一である。

## 事業所
- 本社 - 愛媛県四国中央市三島宮川1丁目2番27号
- 東京支店 - 東京都台東区秋葉原1番1号 秋葉原ビジネスセンタービル7階
- 大阪支店 - 大阪府大阪市北区天満1丁目25番17号
- 名古屋支店 - 愛知県名古屋市中区錦2丁目5番12号 パシフィックスクエア名古屋錦6階
- 九州支店 - 福岡県福岡市博多区上牟田2丁目9番26号
- 営業所 - 仙台･北関東（栃木県）･横浜･鳥取･広島
- 連絡所 - 札幌･盛岡･北陸（石川県）
- ティシュー事業所 - 愛媛県四国中央市村松町258号
- 関東事業所 - 栃木県佐野市船越町2356号
- 三島事業所 - 愛媛県四国中央市三島金子1丁目2200番地5号
- 寒川事業所 - 愛媛県四国中央市寒川町4765番地14号
- 川之江事業所 - 愛媛県四国中央市川之江町548番地2号

## 沿革
- 大正初期 - 愛媛県宇摩地方にて、和洋紙・製紙原料の販売事業を開始
- 1948年 - 井川商事株式会社設立。
- 1962年 - 井川商事の事業を継承し、「カミ商事株式会社」設立。
- 1973年 - 本社社屋完成。
- 1978年 - 家庭紙の販売開始。
- 1985年 - 海外紙パルプメーカー各社と戦略的商品開発輸入に着手。
- 1986年 - 紙おむつの販売開始。
- 2000年 - 寒川物流センターを開設。自動倉庫新設。
- 2002年 - 寒川物流センター増設。
- 2005年 - 共同出資により、烟台大茂包装制品有限公司を設立。
- 2016年 - 自社製介護用ウェット販売を開始。
- 2020年 - マスク販売を開始。

## 関係会社
- 愛媛製紙株式会社（板紙・家庭紙などの製造・加工・販売）
- 三洋製紙株式会社（中芯原紙・カミマルチなどの製造・加工・販売）
- 株式会社丸和（トイレットペーパー、ペーパータオルなどの製造・加工・販売）
- エルモア株式会社（ティシューペーパー、大人用紙おむつなどの製造・加工・販売）
- エルモア関東株式会社（ティシューペーパーの製造・加工・販売）
- オークラ製紙株式会社（奉書紙・レーヨン紙などの製造・加工・販売）
- 広島段ボール株式会社（段ボールケース・シートの製造・加工・販売）
- 九州ケース株式会社（段ボールケースの製造・加工・販売）
- 日本興運株式会社（製品の輸送・物流など）
- カミ鉄工株式会社（設備・機械の設計・製作・施工）

## 大王製紙との関係
大王製紙とはボウリング大会や野球大会、忘年会などを合同で開くなど同根会社として交流が行われてきたが、1978年12月にカミ商事が「エルモア」ブランドでティッシュペーパーに参入した直後の1979年4月に大王製紙が「エリエール」を販売した事をきっかけに関係が悪化し袂を分けている。カミ商事の製品には長らく井川の社章が描かれていたが、2002年には井川意高がエルモアの箱に井川の社章が描かれていることに抗議しカミ商事は製品から井川の社章を外している。
大王製紙の大株主であり、2023年9月30日現在、グループの愛媛製紙が3.2％、カミ商事が2.8％を所有しており、それぞれ上位7、8位の大株主となっている。また、大王製紙グループで構成される大王製紙健康保険組合に同じく同根であるタイカワグループと共に加盟事業者となっている。

## 提供番組
- YOUは何しに日本へ?（テレビ東京系列）
- 所さんお届けモノです!（MBS・TBS系列）
- 朝だ!生です旅サラダ（ABC・テレビ朝日系列）